# Šonov
Šonov (deutsch Schönau) ist eine Gemeinde in Tschechien. Sie liegt vier Kilometer östlich von Broumov an der Grenze zu Polen und gehört dem Okres Náchod an.

## Geographie

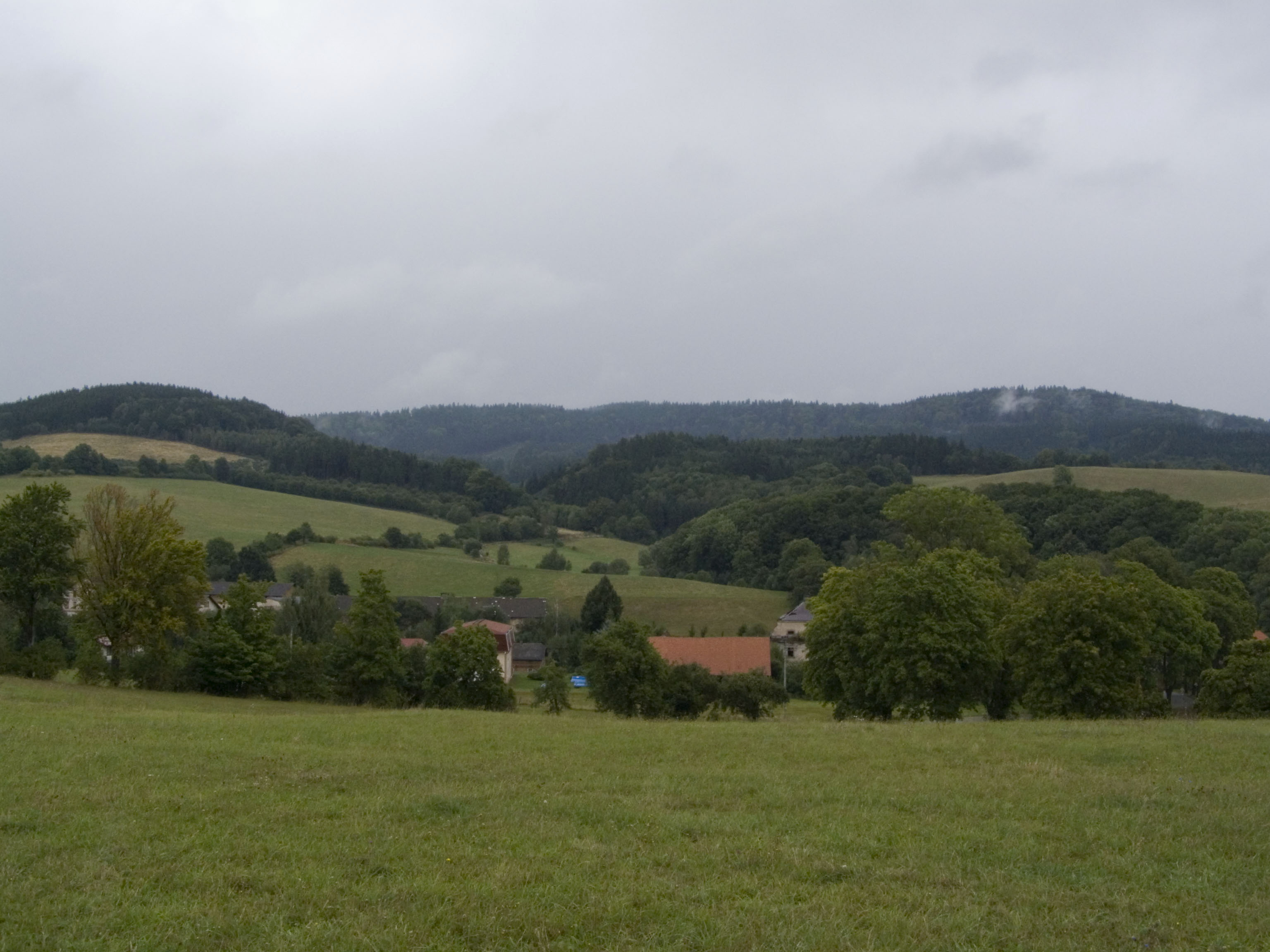
Šonov

Das am Fuße des Heidelgebirges gelegene Waldhufendorf erstreckt sich von Norden nach Süden auf einer Länge von fast acht Kilometern entlang des Baches Šonovský potok, eines linken Zuflusses der Steine. Es wird im Norden, Osten und Süden von der polnischen Grenze umgeben. Östlich verläuft die Staatsgrenze parallel zu Šonov über den Heidelgebirgskamm. Im Osten erheben sich der Rudný vrch (654 m), die Vysoký/Wysoka (Schulzenkoppe; 750 m) und die Homole (649 m). Geographisch ist Šonov das längste Dorf des Braunauer Ländchens.
Nachbarorte sind Granicznik (Markgrund), Wrzesnik, Świerki Górne und Dworki im Norden, Krajanów, Sokolica und Rzędzina (Flucht) im Osten, Rudawa (Rudelsdorf) im Südosten, Tłumaczówek (Klein Tuntschendorf), Tłumaczów und Vápenka im Süden, Otovice und Nové Město im Südwesten, Rožmitál (Rosental) im Westen sowie Janovičky (Johannesberg) im Nordwesten.

## Geschichte
Im Zuge der Urbarmachung des Gebietes durch das Kloster Břevnov wurde der Ort wahrscheinlich um 1250 durch deutsche Kolonisten angelegt. In der Gründungsurkunde des Stiftes Broumov von 1286 wurde Schönau nicht genannt. Erstmals urkundlich erwähnt wurde das Dorf im Jahre 1300 als eines der Dörfer des Stiftes Broumov. Um 1325 entstand die hölzerne Kirche des Hl. Johannes. 1421 wurde Schönau von den Hussiten geplündert. Die Kirche wurde 1629 erneuert und neue Glocken geweiht.

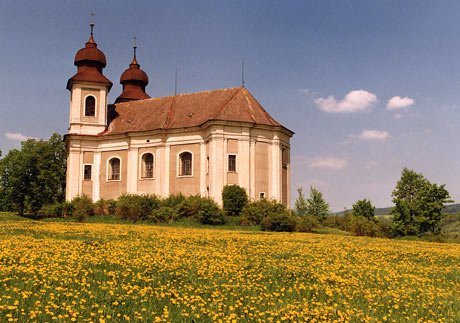
St.-Margareten-Kirche

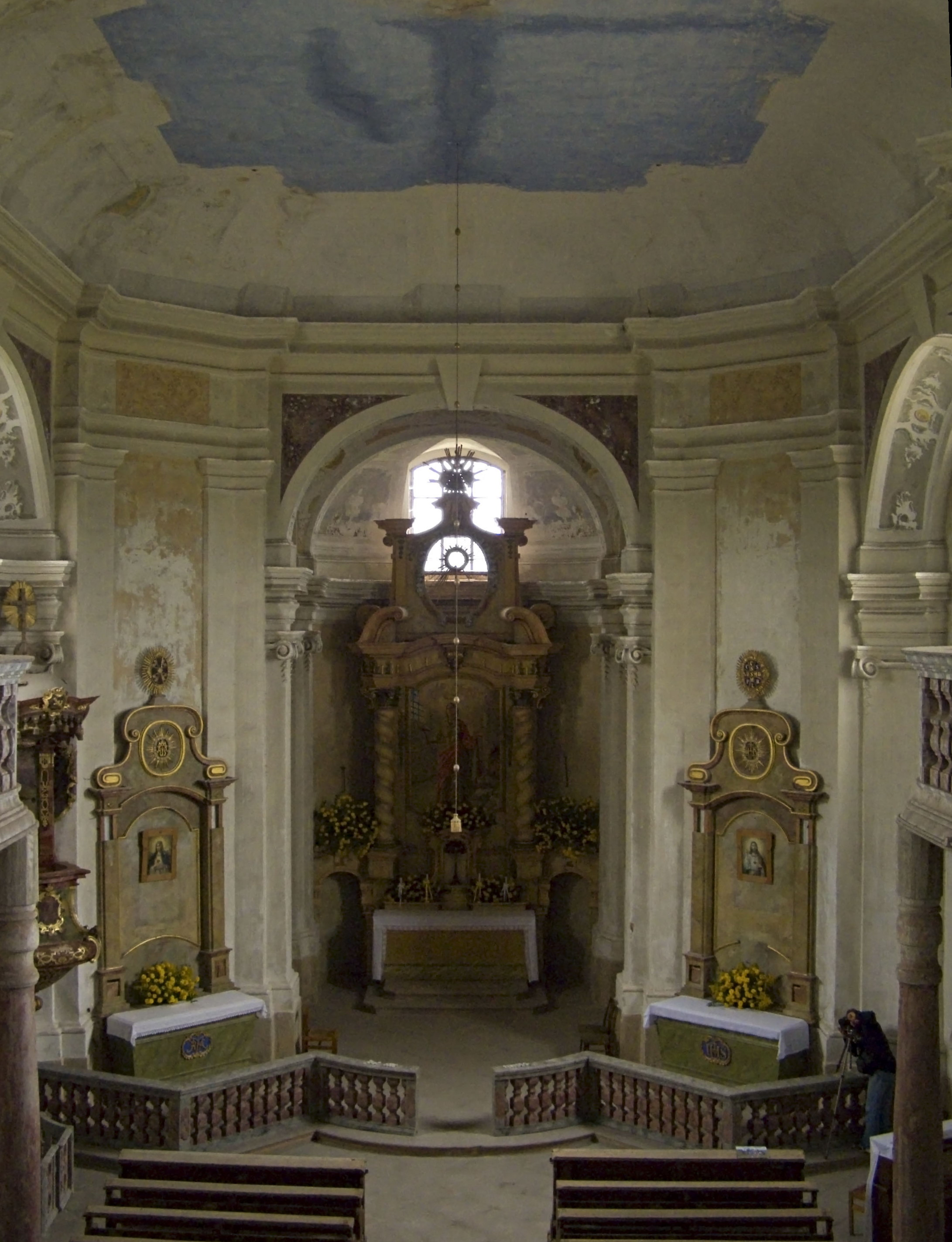
Innenraum der St.-Margareten-Kirche

1725 brannte die Kirche nieder. An ihrer Stelle wurde 1730 ein neuer, nach Plänen von Kilian Ignaz Dientzenhofer errichteter barocker Kirchenbau durch den Abt Othmar Zinke der Hl. Margarethe geweiht. Nach 1742 wurde Schönau zum Grenzdorf, das an drei Seiten von Preußen umgeben war. Die alte Straße entlang des Schönauer Baches wurde durch die Landesgrenze bei Klein Tuntschendorf (Tłumaczówek) abgeschnitten, so dass von Rosental (Rožmitál) und Ottendorf neue Verkehrsweges über die Kuppen angelegt wurden. 1758 brach eine Choleraepidemie aus, der ein Drittel der Einwohner zum Opfer fiel. In dieser Zeit fanden im ganzen Braunauer Ländchen Prophezeiungen des Schönauer Michels Verbreitung, zu deren Urheber ein Michael Tölg aus Schönau erklärt wurde, der historisch nicht nachweisbar ist. Im Jahre 1775 erfolgte ein Aufstand der Bauern gegen unerträgliche Fronlasten durch das Kloster. Schönau hatte im Jahre 1791 1.587 Einwohner. Die Bewohner lebten von der Land- und Forstwirtschaft; wegen der Abgelegenheit siedelte sich keine Industrie an. Südöstlich von Schönau erfolgte in der Mitte des 19. Jahrhunderts eine Grenzregulierung zwischen Preußen und Österreich, bei der ein Gebirgsstück westlich von Flucht (Rzędzina) zu Schlesien kam.
Nach der Aufhebung der Patrimonialherrschaften bildete Schönau ab 1850 eine Gemeinde im Gerichtsbezirk Braunau bzw. im späteren Bezirk Braunau. Während des Deutschen Krieges fielen 1866 die Preußen ein. 1877 entstand die Friedhofskirche Maria Rosenkranz. Im Jahre 1872 begannen erste Kohlenabbauversuche. 1885 lebten in dem Dorf 1.786 Menschen. Zwischen 1901 und 1902 wurde erneut erfolglos nach Steinkohle gegraben. Industrielle Ansiedlungen erfolgten in Šonov nie. Im Ort bestand ein Steinbruch, in dem Porphyr und Melaphyr abgebaut wurde. Daneben gab es Bergbauversuche auf Eisenerz. Nach dem Münchner Abkommen 1938 wurde Schönau, das überwiegend deutsch besiedelt war, dem Deutschen Reich zugeschlagen und gehörte bis 1945 zum Landkreis Braunau. Nachdem am 9. Mai 1945 das Dorf von der Wehrmacht verlassen wurde, erfolgte die Plünderung durch die Rote Armee. Am 27. Mai 1945 besetzte die Polnische Armee Schönau. Nach Beschluss der Alliierten wurde das Dorf wieder der Tschechoslowakei zugesprochen. In den Jahren 1945 und 1946 erfolgte die Vertreibung der deutschen Bewohner. Im Zuge der wilden Vertreibung wurden die Pfarrer Alban Prause und Ansgar Schmitt ermordet. Nach der Auflösung des Okres Broumov wurde Šonov 1961 dem Okres Náchod zugeordnet. Seit dem Jahre 2007 führt die Gemeinde Šonov ein Wappen.

## Sehenswürdigkeiten
- Kirche St. Margareten, errichtet 1728–1730 nach Plänen von Kilian Ignaz Dientzenhofer
- Pfarrhaus
- Friedhofskapelle Maria Rosenkranz, errichtet 1877
- Kapelle des Hl. Karl Borromäus

## Gemeindegliederung
Für die Gemeinde Šonov sind keine Ortsteile ausgewiesen.

## Partnergemeinden
- Radków, Polen (2007)